# Vigneron-tractoriste
Vigneron-tractoriste est un métier de la viticulture. L'homme ou la femme est un employé ou ouvrier dans un domaine, maison, château ou mas viticole.

## Objectifs
La personne est essentiellement vigneron et tractoriste, elle peut éventuellement participer aux travaux de cave comme la réception de la vendange. 
Il est possible qu'elle participe aux vinifications (pressurage, remontage, pigeage, décuvage... ), et élevage du vin (soutirage du vin, ouillage ...) voire la mise en bouteilles.
Toutes ces opérations ne sont pas forcément effectuées simultanément. D'une propriété à l'autre, d'une région a l'autre, certaines tâches peuvent ne pas du tout avoir à être réalisées. 

### Vigneron
Le travail consiste à assurer le travail manuel de la vigne (Taille, sarmentage, réparation, pliage des baguettes, ébourgeonage, relevage des vignes, vendange en vert (suppression de certaines grappes encore vertes), piochage ...)

### Tractoriste
Travail mécanique du vignoble sur un enjambeur et/ou tracteur vigneron (traitements phytosanitaires, rognages, désherbages, épandage d'engrais, pré-taille mécanique, ...).